# Gräf & Stift VK
Der Gräf & Stift VK 1 ist ein Pkw der Mittelklasse, den die Automobilfirma Gräf & Stift 1920 herausbrachte. Der 1,9-Liter-Wagen sollte als preiswerteres Modell den großen SR 2 ergänzen.

## Beschreibung
Der Wagen hatte einen seitengesteuerten 4-Zylinder-Reihenmotor vorne eingebaut, der über ein 4-Gang-Getriebe die Hinterräder antrieb. Er entwickelte 20 PS (14,7 kW) bei 2000/min. Die Höchstgeschwindigkeit des 860 kg schweren Fahrzeuges betrug 80 km/h.
1926 ging man beim Gräf & Stift VK 2 zum obengesteuerten Motor über. Der nun 2 Liter große Motor leistete 30 PS (22 kW) bei 2800/min und beschleunigte den 900 kg schweren Wagen auf bis zu 90 km/h.
1930 wurde die Baureihe nach ca. 800 Exemplaren eingestellt.
Ein erhaltenes Fahrzeug von 1922 wurde 2019 für 171.000 Euro versteigert.

## Technische Daten
| Typ                   | VK 1                | VK 2                |
| Bauzeitraum           | 1920–1925           | 1926–1930           |
| Motor                 | 4 Zyl. Reihe 4 Takt | 4 Zyl. Reihe 4 Takt |
| Ventile               | stehend (sv)        | hängend (ohv)       |
| Bohrung × Hub         | 70 mm × 120 mm      | 72 mm × 120 mm      |
| Hubraum (cm³)         | 1877                | 1950                |
| Leistung (PS)         | 20                  | 30                  |
| Leistung (kW)         | 14,7                | 22                  |
| Verbrauch             | 10 l / 100 km       | 10 l / 100 km       |
| Höchstgeschwindigkeit | 80 km/h             | 90 km/h             |
| Leergewicht           | 860 kg              | 900 kg              |
| Radstand              | 2690 mm             | 2790 mm             |